# Intrusion (mini-série)
Pour l’article homonyme, voir Intrusion.
Intrusion est une mini-série française totalisant 140 minutes créée par Frédéric Azemar, Quoc Dang Tran, Florent Meyer, et diffusée le 28 mai 2015 sur Arte.

## Synopsis
Philippe Kessler, pianiste, s'effondre un soir de représentation et bascule dans la folie.

## Fiche technique
- Titre : Intrusion
- Réalisation : Xavier Palud
- Création : Frédéric Azemar, Quoc Dang Tran, Florent Meyer
- Scénario : Frédéric Azemar, Quoc Dang Tran, Florent Meyer, Xavier Palud
- Musique : François-Eudes Chanfrault
- Production : Jean Labib, Louise Barnathan
- Sociétés de production : Compagnie des Phares & Balises, Arte
- Pays : France
- Langue : Français
- Format : Couleurs – 35 mm
- Durée : 3 × 45 minutes
- Dates de première diffusion :
  -  France /  Allemagne : 28 mai 2015 (Arte)

## Distribution
- Jonathan Zaccaï : Philippe Kessler / Marc Kessler
- Judith El Zein : Astrid
- Marie Kremer : Jeanne
- Éric Berger : Olivier
- Franz Lang :  Harold
- Thomas Vandenberghe : Benoît
- Jean-Henri Compère : Dr Garraud
- Leo Kanier : Leo
- Catherine Arditi : Claudine
- Loïc Guingand : Docteur Salvat

## Récompense
- Festival des créations télévisuelles de Luchon 2015 : Prix de la meilleure série